# Viariz
Viariz é uma povoação portuguesa sede da Freguesia de Viariz do Município de Baião, freguesia com 6,24 km² de área e 396 habitantes (censo de 2021), tendo, por isso, uma densidade populacional de 63,5 hab./km².

## Demografia
A população registada nos censos foi:
| Distribuição da População por Grupos Etários | Distribuição da População por Grupos Etários | Distribuição da População por Grupos Etários | Distribuição da População por Grupos Etários | Distribuição da População por Grupos Etários |
| -------------------------------------------- | -------------------------------------------- | -------------------------------------------- | -------------------------------------------- | -------------------------------------------- |
| Ano                                          | 0-14 Anos                                    | 15-24 Anos                                   | 25-64 Anos                                   | > 65 Anos                                    |
| 2001                                         | 111                                          | 107                                          | 293                                          | 91                                           |
| 2011                                         | 75                                           | 62                                           | 275                                          | 108                                          |
| 2021                                         | 46                                           | 45                                           | 196                                          | 109                                          |

## Património
- Igreja Matriz de Viariz
- Capela da Senhora do Amparo